# Сколодин (Мозырский район)
Сколодин (бел. Скалодзін) — деревня в Мозырском районе Гомельской области Беларуси. Входит в состав Осовецкого сельсовета.
На юге и западе граничит с лесом. Около деревни месторождение железняка.

## География

### Расположение
В 50 км на запад от Мозыря, 20 км от железнодорожной станции Муляровка (на линии Лунинец — Калинковичи), 181 км от Гомеля.

### Гидрография
На реке Сколодина (приток реки Припять).

## Транспортная сеть
Транспортные связи по просёлочной, затем автодороге Гомель — Лунинец. Планировка состоит из криволинейной широтной улицы с переулками. Застройка двусторонняя, деревянная, усадебного типа.

## История
По письменным источникам известна с XIX века как деревня в Слобода-Скрыгаловской волости Мозырского уезда Минской губернии. В 1879 году упоминается в числе сёл Острожанского церковного прихода. В 1931 году жители вступили в колхоз. Во время Великой Отечественной войны в декабре 1942 года оккупанты полностью сожгли деревню. 36 жителей погибли на фронте. Согласно переписи 1959 года в составе совхоза «Осовец» (центр — деревня Осовец), работал клуб. Название Сколодин сопоставляется с этнонимом сколоты.

## Население

### Численность
- 2004 год — 35 хозяйств, 50 жителей.

### Динамика
- 1897 год — 21 двор, 164 жителя (согласно переписи).
- 1909 год — 188 жителей.
- 1917 год — 265 жителей.
- 1940 год — 59 дворов.
- 1959 год — 441 житель (согласно переписи).
- 2004 год — 35 хозяйств, 50 жителей.